# Wordstar
WordStar var det ledande ordbehandlingsprogrammet under början av 1980-talet. Programmet utvecklades av John Robbins Barnaby och marknadsfördes av Seymour Rubinstein, anställda vid IMS Associates Inc. År 1976 bildade Rubinstein företaget MicroPro och anställde Barnaby som utvecklare av programmet.
Den tidens ordbehandlare var hårdvaruknutna och Rubinstein beslöt av hans program skulle gå att köra under CP/M. Det nystartade företagets första produkter var WordMaster (1976) och SuperSort (1977). Version 1.0 av WordStar lanserades i september 1978. Version 2 var kopieringsskyddad och blev en PR-mässig katastrof och ersattes ganska omgående av version 3.0. Försäljningen skedde främst genom ComputerLand och man nådde stora framgångar.
1982 kom WordStar 3.0 för MS-DOS och följdes sedan av 3.1, 3.2 och 3.3.
Det speciella för WordStar var att kommandona kunde ges via tangentbordet i kombination med kontroll-tangenten (Ctrl).
Som exempel på kommandon kan nämnas:
- Ctrl-S Gå till tecknet till vänster om markören
- Ctrl-D Gå till tecknet till höger om markören
- Ctrl-E Gå upp en rad
- Ctrl-X Gå ner en rad

(En titt på tangentbordet förklarar kommandonas uppkomst.)
1985 kom WordStar 2000 som hade nya, mer mnemotekniska kommandon. Därmed övergav man de invanda kommandona som de gamla användarna hade lärt in. Detta var sannolikt en starkt bidragande orsak till att programmets popularitet sjönk, en annan var att WordPerfect var på frammarsch.
1992 kom sista versionen av WordStar för DOS, version 7.0c (i USA även 7.0d). WordPerfect hade då tagit över marknadsledarrollen och med framgången för de nya Windowsbaserade programmen gjorde samtidigt Microsoft Word sitt intåg på marknaden.
En Windowsbaserad version av WordStar lanserades 1992, och 1994 köpte Corel rättigheterna till WordStar för Windows version 2.0. Tanken var att inkludera WordStar i en svit av program, likt Microsoft Office. Detta kom dock aldrig till utförande och när sedan Corel köpte rättigheterna till WordPerfect lades WordStar ned.
WordStar hade en bestående inverkan på ordbehandlingsprogrammen genom att introducera kortkommandon som fortfarande idag är i bruk: Ctrl-B för fet stil (Bold), Ctrl-I för kursiv stil (Italic) och Ctrl-U för understruken textn (Underline).